# Nationaal park Ogooué-Leketi
Het Nationaal park Ogooué-Leketi is een nationaal park in de Republiek Congo (Brazzaville), opgericht op 9 november 2018. Het park, gespreid over de districten Zanaga en Bambama in de regio Lékoumou, heeft een oppervlakte van 3.500 km2, en grenst aan het Nationaal park Batéké Plateau van Gabon.